# TV 2-regionerne
TV 2-regionerne er 8 regionale tv-stationer, der dagligt producerer nyheder og aktualitetsprogrammer til de såkaldte vinduer på TV 2/Danmark. Stationerne er TV Syd, TV 2/Fyn, TV2 ØST, TV2 Nord, TV MIDTVEST, TV2 ØSTJYLLAND, TV 2/Bornholm og TV 2 Kosmopol.
Regionerne er selvstændige selvejende virksomheder, der fungerer redaktionelt og økonomisk uafhængigt af TV 2/Danmark, og som også i modsætning til TV 2/Danmark modtager en del af licensen. Regionerne har dog et tæt samarbejde med TV 2, blandt om levering af nyhedsindslag til TV 2 Nyhederne og TV 2 News.
Regionerne sender i forlængelse af TV 2 Nyhederne: To hovedudsendelser kl. 19.30-20.00 alle ugens dage (lørdag kun til kl. 19.45) og kl. 22.00-22.12 mandag-torsdag. Mandag-fredag sendes korte nyhedsudsendelser kl. 12.30, 17.15 og 18.20. I forbindelse med kommunalvalg har regionerne udvidet sendetid.
Fra 1. november 2009 fik TV 2-regionerne ekstra sendetid alle dage kl. 20-21 på de nye regionale, ikke-kommercielle tv-kanaler i det digitale sendenet. Flere regioner omtalte denne kanalplads som “plus-kanaler”, dvs. TV MIDTVEST MOKKA, TV2 Nord Salto, Lorry+ m.fl.
I januar og begyndelsen af februar 2012 blev den ekstra sendetid på de ikke-kommercielle tv-kanaler erstattet af helt nye kanaler, således at alle regionale TV 2-stationer siden februar 2012 har hver deres egen selvstændige tv-kanal, der er i luften 24 timer i døgnet.
Da TV 2 og de otte regioner blev etableret, var det med et ønske om at lave mere nærværende tv for borgerne, og det har siden kendetegnet store dele af regionalstationernes programmer. Den første station, der fik premiere, var TV Syd, der gik i luften 22. oktober 1983 – fem år før TV 2/Danmark. Stationen blev således den første, der brød DRs monopol på at sende tv i Danmark, om end stationen kun kunne modtages i det syd- og sønderjyske område. 1. oktober 1988 sendte TV Syd første gang i TV 2-regi. I januar 1989 kom TV 2/Fyn til, i april TV 2/Nord. Samme år begyndte TV 2/Lorry og TV/Midt-Vest også sine udsendelser. I april 1990 kom TV 2/Østjylland til, og i 1991 TV2 ØST og TV/Midt-Vest og TV 2/Bornholm.
Regionerne udsender regionale reklameblokke, men indtægterne herfra tilfalder TV 2/Danmark. Til gengæld modtager regionerne licens som kompensation for deres public service-forpligtelser. I 2010 modtog de samlet 428,4 mio. kr.